# 권성윤
권성윤(2001년 3월 30일 ~ )은 대한민국의 축구 선수로, 포지션은 미드필더이다.

## 클럽 경력
권성윤은 FC 서울의 산하 유소년 팀인 오산고등학교 출신으로, K리그1 2020 시즌을 앞두고, FC 서울과 계약을 체결하며, 프로에 직행하였다.
2023년 2월 21일, K3리그의 대전 코레일 FC로 임대되었다.

## 국가대표팀 경력
대한민국 U-17 축구 국가대표팀, 대한민국 U-20 축구 국가대표팀에 선발된 바 있다. 2020년 AFC U-19 챔피언십 예선무대에 승선하였다.